# Nancy Chelangat Koech
Nancy Chelangat Koech es una deportista keniana que compite en atletismo adaptado. Ganó dos medallas en los Juegos Paralímpicos de Verano, plata en Río de Janeiro 2016 y bronce en Tokio 2020.

## Palmarés internacional
| Juegos Paralímpicos | Juegos Paralímpicos     | Juegos Paralímpicos | Juegos Paralímpicos |
| Año                 | Lugar                   | Medalla             | Prueba              |
| ------------------- | ----------------------- | ------------------- | ------------------- |
| 2016                | Río de Janeiro (Brasil) | Medalla de plata    | 1500 m T11          |
| 2020                | Tokio (Japón)           | Medalla de bronce   | 1500 m T11          |